# Ernesto Brown
Ernesto Brown   (Argentina, 7 de gener de 1885 - 12 de juliol de 1935) fou un futbolista argentí de la dècada de 1900.
La seva família era d'origen escocès. Quatre germans seus – Alfredo, Carlos, Eliseo i Jorge – així com un cosí, Juan Domingo, també foren futbolistes internacionals.
Fou 12 cops internacional amb la selecció argentina. Pel que fa a clubs, defensà els colors d'Alumni.